# Stilwell, Oklahoma
Stilwell är administrativ huvudort i Adair County i Oklahoma. Orten har fått sitt namn efter järnvägsägaren Arthur E. Stilwell. Enligt 2020 års folkräkning hade Stilwell 3 700 invånare.